# كمال بوغانم
كمال بوغانم (بالفرنسية: Kamel Boughanem)‏ (ولد في 16 مارس 1979) لاعب كرة قدم مغربي-فرنسي.

## روابط خارجية
- كمال بوغانم على موقع قاعدة بيانات كرة القدم.إي يو (الإنجليزية)
- كمال بوغانم على موقع Soccerway.com (الإنجليزية)
- كمال بوغانم على موقع عالم كرة القدم.نت (الإنجليزية)